# 朱見淨
永豐懷順王朱見淨（1466年—1490年），明朝第二代永豐王，永豐恭和王朱祁鉞嫡長子，淮靖王朱瞻墺之孫，明仁宗之曾孫。

## 生平
成化十三年（1477年）九月，明憲宗遣武安侯鄭英為正使，禮科給事中王坦為副使，持節冊封朱見淨為永豐王。
成化十五年（1479年）八月，憲宗遣彰武伯楊瑾為正使，刑科給事中鄒騏為副使，封其夫人張氏為永豐王妃。
弘治三年（1490年）去世。墓在浮梁縣星槎都白旄川。

## 子孫
- 嫡長子：永豐榮和王朱祐栶[6][7][8][9]，一作「祐梱」[10][11][12]
- 第二子：鎮國將軍朱祐𣐑[13]
  - 第一子：輔國將軍朱厚炘[13]
  - 第二子：輔國將軍朱厚爊[13]，向白鹿洞書院捐獻都昌二百九十畝田地，以每年四百三十二石租金贍養書院學生[14]。
    - 第一子：奉國將軍朱載塹[12]
      - 第一子：鎮國中尉朱翊𨫃[12]
      - 第二子：鎮國中尉朱翊⿰金尉[12]

    - 第二子：奉國將軍朱載壏[12]
    - 第三子：奉國將軍朱載城[12]
      - 第一子：鎮國中尉朱翊鍢[12]

    - 第四子：奉國將軍朱載坤[12]
    - 第五子：奉國將軍朱載墇[12]
    - 第六子：奉國將軍朱載[12]

  - 第三子：輔國將軍朱厚烊[13]
    - 第一子：奉國將軍朱載埫[13]
      - 第一子：鎮國中尉朱翊鉡[12]

    - 第二子：奉國將軍朱載堠[13]
      - 第一子：鎮國中尉朱翊⿰金詹[12]
      - 第二子：鎮國中尉朱翊錭[12]

    - 第三子：奉國將軍朱載塏[13]
      - 第一子：鎮國中尉朱翊⿰金喦[12]
      - 第二子：鎮國中尉朱翊鎯[12]
      - 第三子：鎮國中尉朱翊⿰金畟[12]

    - 第四子：奉國將軍朱載墁[13]
    - 第五子：奉國將軍朱載𧠫[12]
- 第三子：鎮國將軍朱祐棶[13]，弘治六年（1493年）九月賜誥命冠服[15]，嘉靖四年（1525年）在世[16]，勤奮好學，工於詩文，著有《詩話總龜》《韻語陽秋》[14]
  - 第一子：輔國將軍朱厚煊[13]
    - 第一子：奉國將軍朱載㘫[13]
      - 第一子：鎮國中尉朱翊鋊[12]

    - 第二子：奉國將軍朱載鿍[13]，一作「載埄」[12]
      - 第一子：鎮國中尉朱翊鉦[12]

    - 第三子：奉國將軍朱載壆[13]
      - 第一子：鎮國中尉朱翊⿰金㪍[12]
      - 第二子：鎮國中尉朱翊𫒢[12]
      - 第三子：鎮國中尉朱翊⿰金荊[12]
      - 第四子：鎮國中尉朱翊[12]

    - 第四子：奉國將軍朱載垑[13]
      - 第一子：鎮國中尉朱翊𨩯[12]，萬曆四年（1576年）封[17]
      - 第二子：鎮國中尉朱翊⿰金㞼[12]
      - 第三子：鎮國中尉朱翊𨩊[12]
      - 第四子：鎮國中尉朱翊[12]
      - 第五子：鎮國中尉朱翊鎆[12]

  - 第二子：輔國將軍朱厚焥[13]
  - 第三子：輔國將軍朱厚烽[13]
    - 第一子：奉國將軍朱載埒[13]，隆慶三年（1569年）歲支祿米六百石[18]
    - 第二子：奉國將軍朱載堤[13]
      - 第一子：鎮國中尉朱翊鏬[13]
      - 嫡三子：朱翊錫，萬曆三十年（1602年）十二月賜名[19]

    - 第三子：奉國將軍朱載⿰土厲[12]
    - 第四子：奉國將軍朱載𡎑[12]
    - 第五子：奉國將軍朱載𦪆[12]

## 評價
慈仁短折，和比於理。